# De Haan

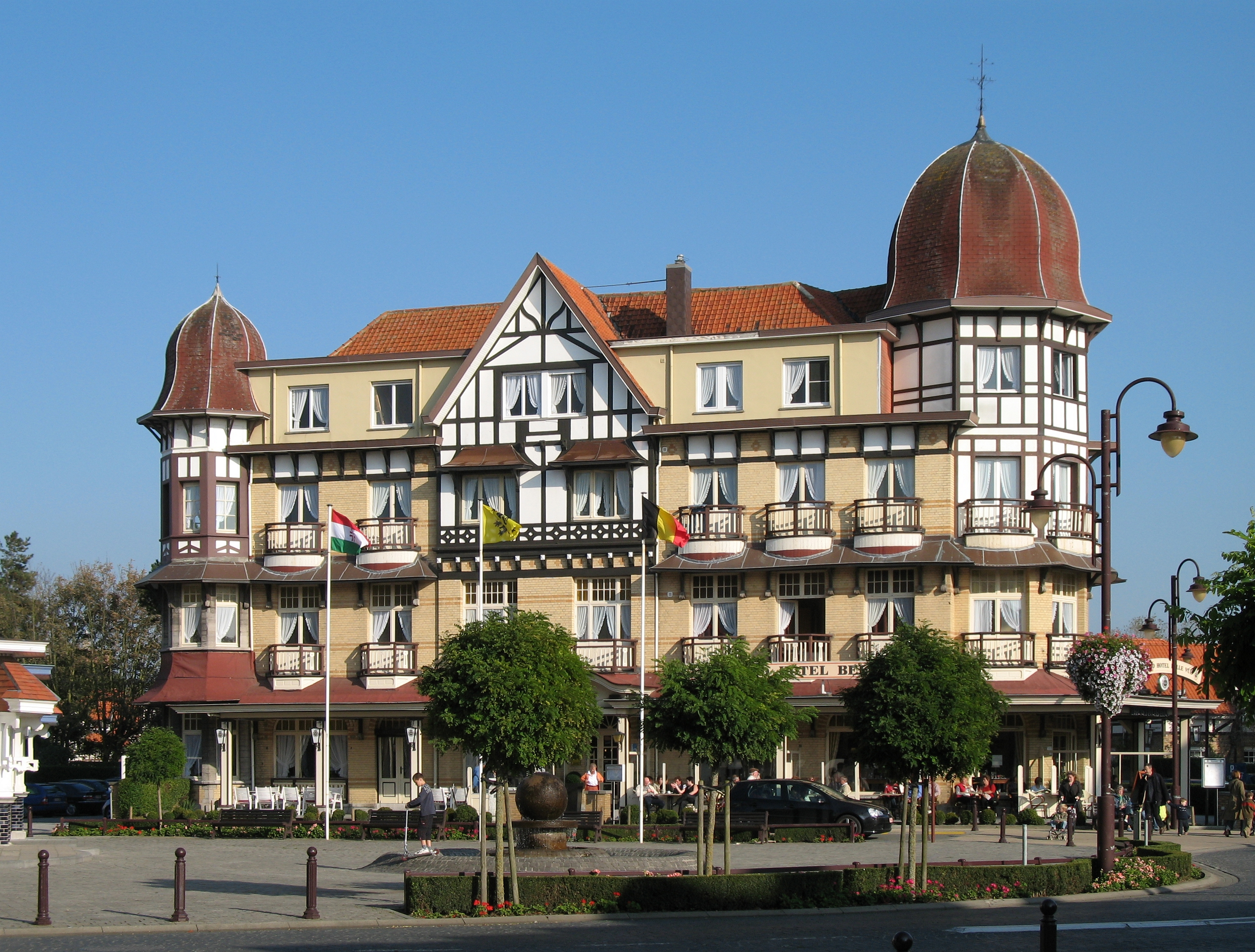
De Haan: Grand Hôtel Belle Vue.

De Haan es un municipio de Bélgica, situada en la provincia de Flandes Occidental.
A comienzos de 2018 contaba con una población total de 12.635 personas. La extensión del término es de 42,17 km², con una densidad de población de 299,63 habitantes por km². Tiene una extensa playa de arena fina, que se extiende también hacia el mar, de manera que puedes andar 100 m hacia mar adentro (el mar del Norte) y que el agua apenas cubra por las rodillas. El mar devuelve a la orilla muchas conchas pero ninguna caracola. En uno de sus extremos, la playa termina con unas dunas de arena que están delimitadas en parcelas, en las que la gente puede tumbarse y tomar el sol. 
En 1933, Albert Einstein vivió durante seis meses en la zona, antes de exiliarse definitivamente de la Alemania nazi.

## Geografía

### Secciones del municipio
El municipio comprende los antiguos municipios, que se fusionaron en 1977:
| - De Haan - Klemskerke - Vlissegem - Wenduine |

## Demografía

### Evolución
Todos los datos históricos relativos al actual municipio, el siguiente gráfico refleja su evolución demográfica, incluyendo municipios después de efectuada la fusión el 1 de enero de 1977.
| Gráfica de evolución demográfica de De Haan entre 1846 y 2020 |
|                                                               |